# Division 1 de 1989–90
A Primeira Divisão (chamada de Division 1) do Campeonato Francês de Futebol de 1989-90 foi uma competição de futebol realizada na França, contando como a 52ª edição da história. O campeão foi Olympique de Marseille, pela sexta vez, tendo como vice o Bordeaux.

## Clubes participantes e regulamento
| - Auxerre - Bordeaux - Stade Brest - SM Caen - AS Cannes - Lille - Lyon - Olympique Marseille - FC Metz - AS Monaco FC |  | - Montpellier HSC - FC Mulhouse - FC Nantes Atlantique - OGC Nice - RC Paris - Paris Saint-Germain FC - AS Saint-Etienne - FC Sochaux-Montbéliard - Sporting Toulon Var - Toulouse FC |

Todos os vinte clubes se enfrentariam em jogos de ida e volta. O melhor classificado ao fim desses confrontos se sagraria campeão. Os três últimos colocados seriam rebaixados à Division 2.

## Classificação
| Pos | Clube                  | Pontos | Jogos | V  | E  | D  | GP | GC | SG  |
| --- | ---------------------- | ------ | ----- | -- | -- | -- | -- | -- | --- |
| 1   | Olympique de Marseille | 53     | 38    | 22 | 9  | 7  | 75 | 34 | +41 |
| 2   | Bordeaux               | 51     | 38    | 22 | 7  | 9  | 51 | 25 | +26 |
| 3   | Monaco                 | 46     | 38    | 15 | 16 | 7  | 38 | 24 | +14 |
| 4   | Sochaux                | 43     | 38    | 17 | 9  | 12 | 46 | 39 | +7  |
| 5   | Paris Saint-Germain    | 42     | 38    | 18 | 9  | 14 | 50 | 48 | +2  |
| 6   | Auxerre                | 41     | 38    | 14 | 13 | 11 | 49 | 40 | +9  |
| 7   | Nantes                 | 40     | 38    | 13 | 14 | 11 | 42 | 34 | +8  |
| 8   | Lyon                   | 39     | 38    | 14 | 11 | 13 | 43 | 41 | +2  |
| 9   | Toulouse               | 38     | 38    | 13 | 12 | 13 | 39 | 39 | 0   |
| 10  | Brest                  | 38     | 38    | 15 | 8  | 15 | 39 | 44 | -5  |
| 11  | Cannes                 | 36     | 38    | 12 | 12 | 14 | 44 | 50 | -6  |
| 12  | Sporting Toulon Var    | 35     | 38    | 12 | 11 | 15 | 35 | 50 | -15 |
| 13  | Montpellier            | 34     | 38    | 12 | 10 | 16 | 49 | 48 | 1   |
| 14  | Metz                   | 34     | 38    | 8  | 18 | 12 | 33 | 36 | -3  |
| 15  | Saint-Étienne          | 34     | 38    | 11 | 12 | 15 | 38 | 46 | -8  |
| 16  | Caen                   | 34     | 38    | 12 | 10 | 16 | 34 | 48 | -14 |
| 17  | Lille                  | 33     | 38    | 12 | 9  | 17 | 43 | 52 | -9  |
| 18  | Nice                   | 31     | 38    | 9  | 13 | 16 | 34 | 48 | -14 |
| 19  | Racing Paris           | 30     | 38    | 10 | 10 | 18 | 39 | 59 | -20 |
| 20  | Mulhouse               | 28     | 38    | 9  | 10 | 19 | 42 | 58 | -16 |

|  |                                                             |
|  | Campeão e classificado à Taça dos Campeões Europeus 1990-91 |
|  | Classificado à Copa da UEFA de 1990-91                      |
|  | Rebaixado                                                   |

## Artilharia
| Rank | Jogador           | Clube               | Gols |
| ---- | ----------------- | ------------------- | ---- |
| 1    | Jean-Pierre Papin | Olympique Marseille | 30   |
| 2    | Kalman Kovacs     | Auxerre             | 18   |
| 3    | Robby Langers     | OGC Nice            | 17   |
| 4    | Milos Bursac      | Sporting Toulon Var | 16   |
| 5    | Ramon Diaz        | AS Monaco FC        | 15   |
| -    | Fabrice Divert    | SM Caen             | 15   |